# Landgericht Falkenstein
Das Landgericht Falkenstein war ein von 1852 bis 1879 bestehendes bayerisches Landgericht älterer Ordnung mit Sitz in Falkenstein im heutigen Landkreis Cham. Die Landgerichte waren im Königreich Bayern Gerichts- und Verwaltungsbehörden, die 1862 in administrativer Hinsicht von den Bezirksämtern und 1879 in juristischer Hinsicht von den Amtsgerichten abgelöst wurden.
Bei der Einführung des Gerichtsverfassungsgesetzes zum 1. Oktober 1879 wurde das Landgericht Falkenstein aufgehoben.

## Geschichte
Zum 1. Juni 1852 wurde die Gerichts- und Polizeibehörde Falkenstein in ein Landgericht III. Classe umgewandelt.
Es bestand aus den 12 Gemeinden Arrach, Au, Brennberg, Ebersroith, Falkenstein, Frankenberg, Haag, Höhenberg, Michelsneukirchen, Rettenbach, Schillertswiesen und Unterzell und unterstand seit dem 1. Oktober 1857 dem Bezirksgericht Neunburg vorm Wald.
Als zum 1. Juli 1862 die Verwaltungsbehörden von den Justizbehörden getrennt wurden, trat für den Bereich des Landgerichts Falkenstein keine Änderung ein.
Das Landgericht Falkenstein zählte 1871 bei einer Fläche von etwa 144 Quadratkilometern 6248 Einwohner.
Es wurde bei der Einführung des Gerichtsverfassungsgesetzes zum 1. Oktober 1879 aufgehoben. Arrach, Au, Falkenstein, Michelsneukirchen, Schillertswiesen und Unterzell kamen zum Amtsgericht Roding, Brennberg, Ebersroith, Frankenberg, Haag, Höhenberg und Rettenbach zum Amtsgericht Wörth.